# Dhanus lunaris
Espèce
Dhanus lunaris est une espèce de pseudoscorpions de la famille des Ideoroncidae.

## Distribution
Cette espèce est endémique du Cambodge. Elle se rencontre à Kampong Trach dans les grottes de Kampong Trach.

## Description
La femelle holotype mesure 3,92 mm.

## Publication originale
- Harvey, 2016 : The systematics of the pseudoscorpion family Ideoroncidae (Pseudoscorpiones: Neobisioidea) in the Asian region. Journal of Arachnology, vol. 44, no 3, p. 272-329 (texte intégral).